# CT-31
La autovía   CT-31  comunica el oeste de la ciudad de Cartagena con una de las salidas hacia Cartagena de la AP-7 en el tramo Vera-Cartagena.

## Nomenclatura
El nombre de CT-31 significa: CT es el código que recibe al ser una autovía urbana de la ciudad de Cartagena, y el 31, que significa que es un acceso a la ciudad.

## Historia
Esta autovía de corto recorrido fue construida en 2006, dentro de las actuaciones para accesos del nuevo tramo Cartagena - Vera de la autopista del Mediterráneo  AP-7 .
La Comunidad Autónoma ha transferido para financiar las obras de desdoblamiento de la carretera T-332. El proyecto mejorará el acceso oeste de la ciudad y conectará la Avenida del Cantón, a la altura del Palacio de Deportes, con la Ronda Transversal.

## Recorrido
La  CT-31  comienza su recorrido en la carretera autonómica  RM-332 , al este de la población de Molinos Marfagones, en el km. 1. Su término se sitúa en la  AP-7  , en el km. 815, cerca del Circuito de Velocidad de Cartagena.

## Tramos
| Denominación | Tramo                       | km | Año servicio |
| ------------ | --------------------------- | -- | ------------ |
| CT-31        | Enlace RM-332 - Enlace AP-7 | 2  | 2007         |

## Salidas
| Velocidad | Esquema | Salida | Sentido AP-7                                       | Sentido Cartagena Oeste                      | Carretera | Notas |
| --------- | ------- | ------ | -------------------------------------------------- | -------------------------------------------- | --------- | ----- |
|           |         |        | CT-31 Inicio del Acceso Oeste a Cartagena          | CT-31 Fin del Acceso Oeste a Cartagena       |           |       |
|           |         | 1      | Mazarrón - Almería - Vera                          |                                              | AP-7      | Peaje |
|           |         |        | AP-7 Incorporación a la Autopista del Mediterráneo | AP-7 Salida de la Autopista del Mediterráneo |           |       |